# Tieton (Washington)
Tieton (ˈtaɪ.ətɒn) ist eine Stadt (City) im Yakima County im US-Bundesstaat Washington. Das U.S. Census Bureau hat bei der Volkszählung 2020 eine Einwohnerzahl von 1389 ermittelt.
In den letzten Jahren hat Tieton einen wirtschaftlichen Niedergang erfahren, als die Obst-Lagerhäuser immer weniger genutzt wurden. Ein Anwalt aus Seattle und der Gründungspräsident des Kunstverlages Marquand Books investierten 2007 in die Stadt und wollten sie mit einem von ihnen „Mighty Tieton“ genannten Projekt wiederbeleben.

## History
Tieton wurde am 5. Juni 1942 offiziell anerkannt. Es bezieht seinen Namen vom Tieton River und bedeutet „roaring water“ (dt. etwa „brüllendes Wasser“).

## Geographie
Nach dem United States Census Bureau nimmt die Stadt eine Gesamtfläche von 2,12 km² ein, worunter keine Wasserflächen sind.
Tieton liegt nahe der Mündung des Tieton River in den Naches River.

### Klima
Die Klima-Region, in der Tieton liegt, ist gekennzeichnet durch große saisonale Temperaturunterschiede mit warmen bis heißen (und oft feuchten) Sommern und kalten (teilweise extrem kalten) Wintern. Nach der Klimaklassifikation nach Köppen und Geiger handelt es sich um ein feuchtes Kontinentalklima (abgekürzt „Dfb“).

## Demographie

### Census 2000
Nach der Volkszählung von 2000 gab es in Tieton 1.154 Einwohner, 341 Haushalte und 267 Familien. Die Bevölkerungsdichte betrug 586,3 pro km². Es gab 363 Wohneinheiten bei einer mittleren Dichte von 184,4 pro km².
Die Bevölkerung bestand zu 54,07 % aus Weißen, zu 0,17 % aus Afroamerikanern, zu 1,39 % aus Indianern, zu 0,69 % aus Asiaten, zu 0,09 % aus Pazifik-Insulanern, zu 41,33 % aus anderen „Rassen“ und zu 2,25 % aus zwei oder mehr „Rassen“. Hispanics oder Latinos „jeglicher Rasse“ bildeten 54,33 % der Bevölkerung.
Von den 341 Haushalten beherbergten 52,2 % Kinder unter 18 Jahren, 61 % wurden von zusammen lebenden verheirateten Paaren, 13,8 % von alleinerziehenden Müttern geführt; 21,7 % waren Nicht-Familien. 18,5 % der Haushalte waren Singles und 9,1 % waren alleinstehende über 65-jährige Personen. Die durchschnittliche Haushaltsgröße betrug 3,38 und die durchschnittliche Familiengröße 3,88 Personen.
Der Median des Alters in der Stadt betrug 26 Jahre. 37,2 % der Einwohner waren unter 18, 11,4 % zwischen 18 und 24, 20,5 % zwischen 25 und 44, 14,2 % zwischen 45 und 64 und 6,7 65 Jahre oder älter. Auf 100 Frauen kamen 99,3 Männer, bei den über 18-Jährigen waren es 94,4 Männer auf 100 Frauen.
Alle Angaben zum mittleren Einkommen beziehen sich auf den Median. Das mittlere Haushaltseinkommen betrug 30.052 US$, in den Familien waren es 34.583 US$. Männer hatten ein mittleres Einkommen von 24.750 US$ gegenüber 18.750 US$ bei Frauen. Das Pro-Kopf-Einkommen betrug 12.439 US$. Etwa 14,5 % der Familien und 17,9 % der Gesamtbevölkerung lebte unterhalb der Armutsgrenze; das betraf 21,9 % der unter 18-Jährigen und 26,3 % der über 65-Jährigen.

### Census 2010
Nach der Volkszählung von 2010 gab es in Tieton 1.191 Einwohner, 358 Haushalte und 279 Familien. Die Bevölkerungsdichte betrug 560,8 pro km². Es gab 385 Wohneinheiten bei einer mittleren Dichte von 181,3 pro km².
Die Bevölkerung bestand zu 59,9 % aus Weißen, zu 0,3 % aus Afroamerikanern, zu 2,4 % aus Indianern, zu 0,3 % aus Asiaten, zu 0,1 % aus Pazifik-Insulanern, zu 31,9 % aus anderen „Rassen“ und zu 5,3 % aus zwei oder mehr „Rassen“. Hispanics oder Latinos „jeglicher Rasse“ bildeten 64,4 % der Bevölkerung.
Von den 358 Haushalten beherbergten 54,2 % Kinder unter 18 Jahren, 51,7 % wurden von zusammen lebenden verheirateten Paaren, 19,3 % von alleinerziehenden Müttern und 7 % von alleinstehenden Vätern geführt; 22,1 % waren Nicht-Familien. 16,2 % der Haushalte waren Singles und 7,3 % waren alleinstehende über 65-jährige Personen. Die durchschnittliche Haushaltsgröße betrug 3,33 und die durchschnittliche Familiengröße 3,67 Personen.
Der Median des Alters in der Stadt betrug 29,2 Jahre. 33,8 % der Einwohner waren unter 18, 10,6 % zwischen 18 und 24, 28,7 % zwischen 25 und 44, 19,8 % zwischen 45 und 64 und 7 65 Jahre oder älter. Von den Einwohnern waren 49,5 % Männer und 50,5 % Frauen.